# Mateo Cañellas
Mateo Cañellas Martorell (27 aprile 1972) è un ex mezzofondista spagnolo.

## Palmarès

### Mondiali indoor
- 1 medaglia:
  - 1 argento (Barcellona 1995 nei 1500 m piani)

### Europei indoor
- 1 medaglia:
  - 1 oro (Stoccolma 1996 nei 1500 m piani)

### Europei under 20
- 1 medaglia:
  - 1 oro (Salonicco 1991 nei 1500 m piani)